# Когія
Когія (Kogia) — рід китів родини кашалотових (Physeteridae). Включає два види:
- Kogia breviceps
- Kogia sima

## Опис
Тіло дельфиноподібної форми завдовжки 2—3 м (самці трохи більші від самиць), масою до 300 кг. Заокруглена спереду голова в 6 разів коротша за довжину тіла. Щілина дихала підковоподібна, трохи повернена і зміщена від тім'я. Верхніх зубів немає або не більше 1—2 пар, а нижніх (зазвичай викривлених) від 8 до 15 пар. Вузька нижня щелепа, закриваючи рот, входить в поглиблення знизу голови, як у кашалота. Спинний плавець серпоподібно вирізаний, сидить на середині спини, трохи ближче до хвоста, ніж до голови. Грудні плавники короткі і загострені. Тіло згори темне, знизу сіре. Череп різко асиметричний, з дуже коротким рострумом (його утворюють лицьові частини черепа). Верхній отвір правої кісткової ніздрі в 7—20 разів менший від отвору лівої.

## Поширення
Ці китоподібні живуть в теплому поясі океану і дуже рідкісні. Відомо усього лише близько сотні тварин, що обсохли і були викинуті на берег. Одинаки заходять на північ до берегів Нідерландів, Франції, півострова Нова Шотландія, Японії, штат Вашингтон, а на південь — до острова Тасманія, Нової Зеландії (20 знахідок), затоки Імперіал (Чилі) і мис Доброї Надії.

## Поведінка
Основна їжа — головоногі молюски і глибоководні риби, додаткова — краби і креветки. Роберт Броунел у шлунках трьох когій, здобутих в Японії, знайшов 153 отоліти, 18 видів глибоководних (у тому числі що світяться) риб з тріскоподібних, макрурусових, вугреподібних, лососевих та ін. Когії живуть самостійно, парами або групами до 5 особин. При спробах утримувати когій в океанаріумах Флориди і Нової Зеландії тварини загинули через 2—3 доби. У неволі дуже флегматичні. Господарського значення не мають.

## Розмноження
Вагітність самиці триває близько 9 місяців. Пологи бувають частіші навесні. Новонароджені мають довжину 1—1,2 м і масу близько 16 кг. Відома знахідка ембріона 20 см завдовжки в годуючій самиці, при якій було дитинча 171 см завдовжки.